# Svanisträsket
Svanisträsket är en sjö i Bodens kommun i Norrbotten och ingår i Luleälvens huvudavrinningsområde. Sjön har en area på 5,63 kvadratkilometer och ligger 172 meter över havet. Sjön avvattnas av vattendraget Gullträskbäcken (Bredträskbäcken).

## Delavrinningsområde
Svanisträsket ingår i det delavrinningsområde (734429-174378) som SMHI kallar för Utloppet av Svanisträsket. Medelhöjden är 224 meter över havet och ytan är 31,1 kvadratkilometer. Räknas de 2 avrinningsområdena uppströms in blir den ackumulerade arean 45 kvadratkilometer. Gullträskbäcken (Bredträskbäcken) som avvattnar avrinningsområdet har biflödesordning 3, vilket innebär att vattnet flödar genom totalt 3 vattendrag innan det når havet efter 122 kilometer. Avrinningsområdet består mestadels av skog (79 procent). Avrinningsområdet har 5,63 kvadratkilometer vattenytor vilket ger det en sjöprocent på 18,1 procent.